# Laureana di Borrello
Laureana di Borrello je italské město v oblasti Kalábrie.

## Galerie

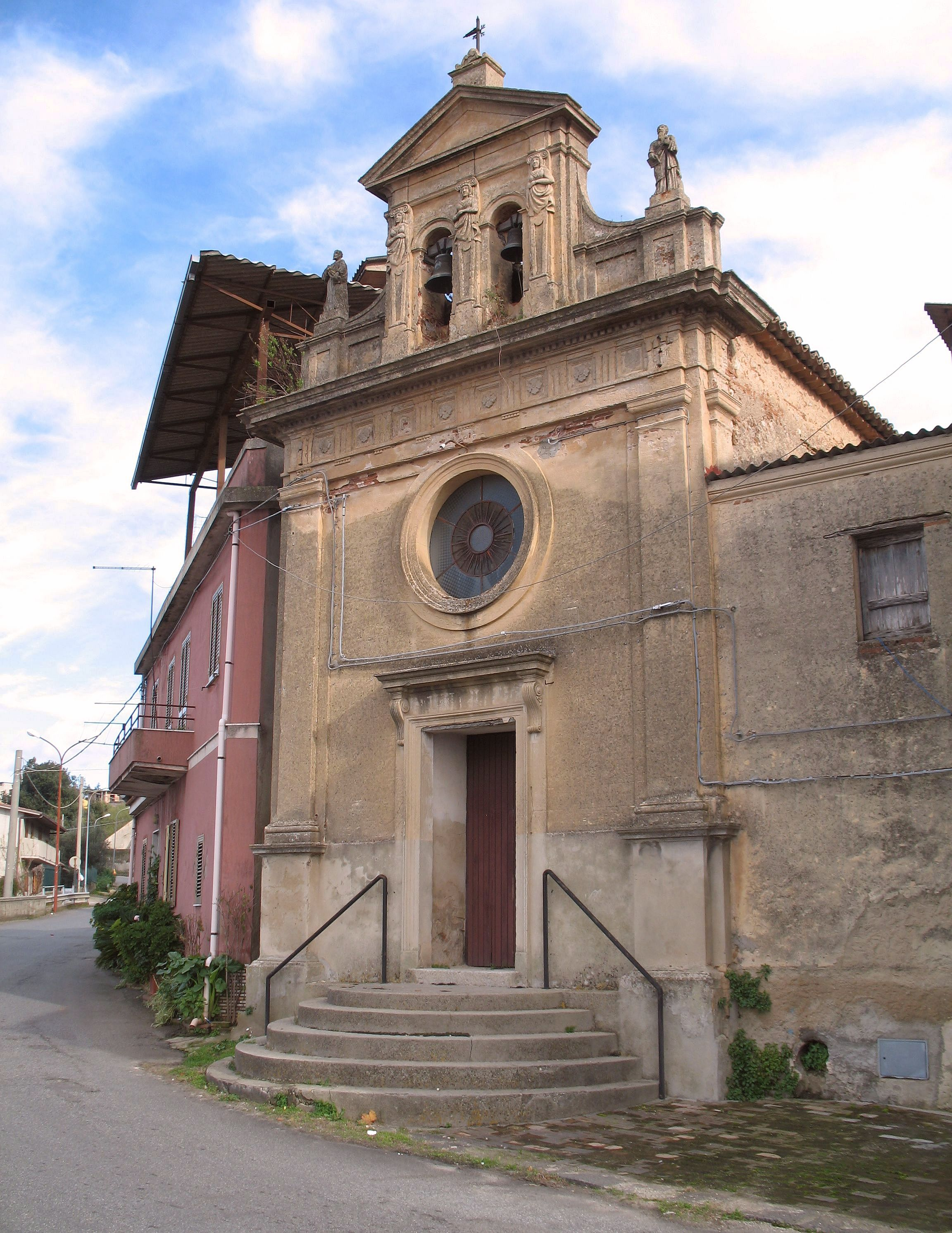
San Francesco Kirken
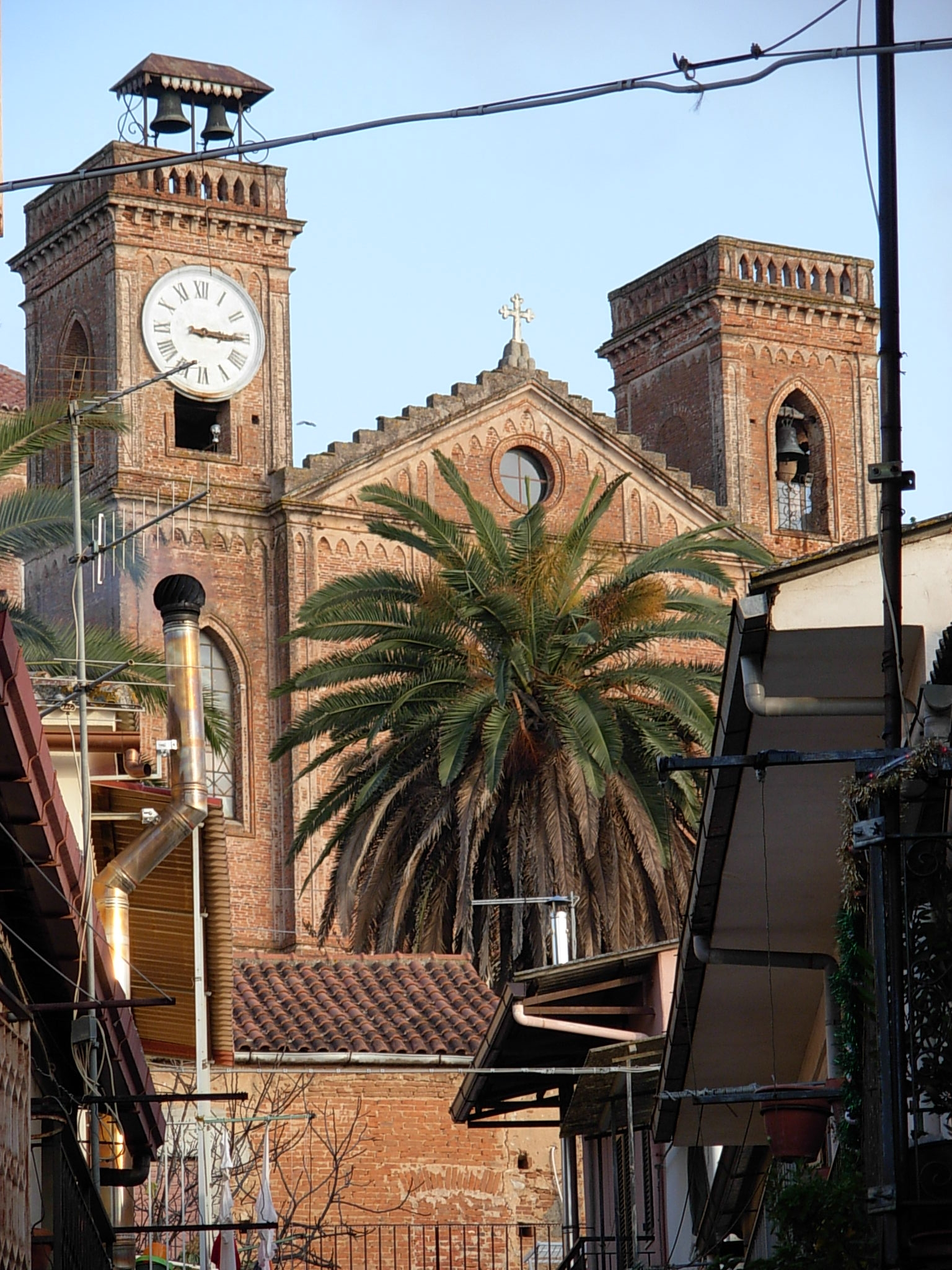
San Antonio Kirken
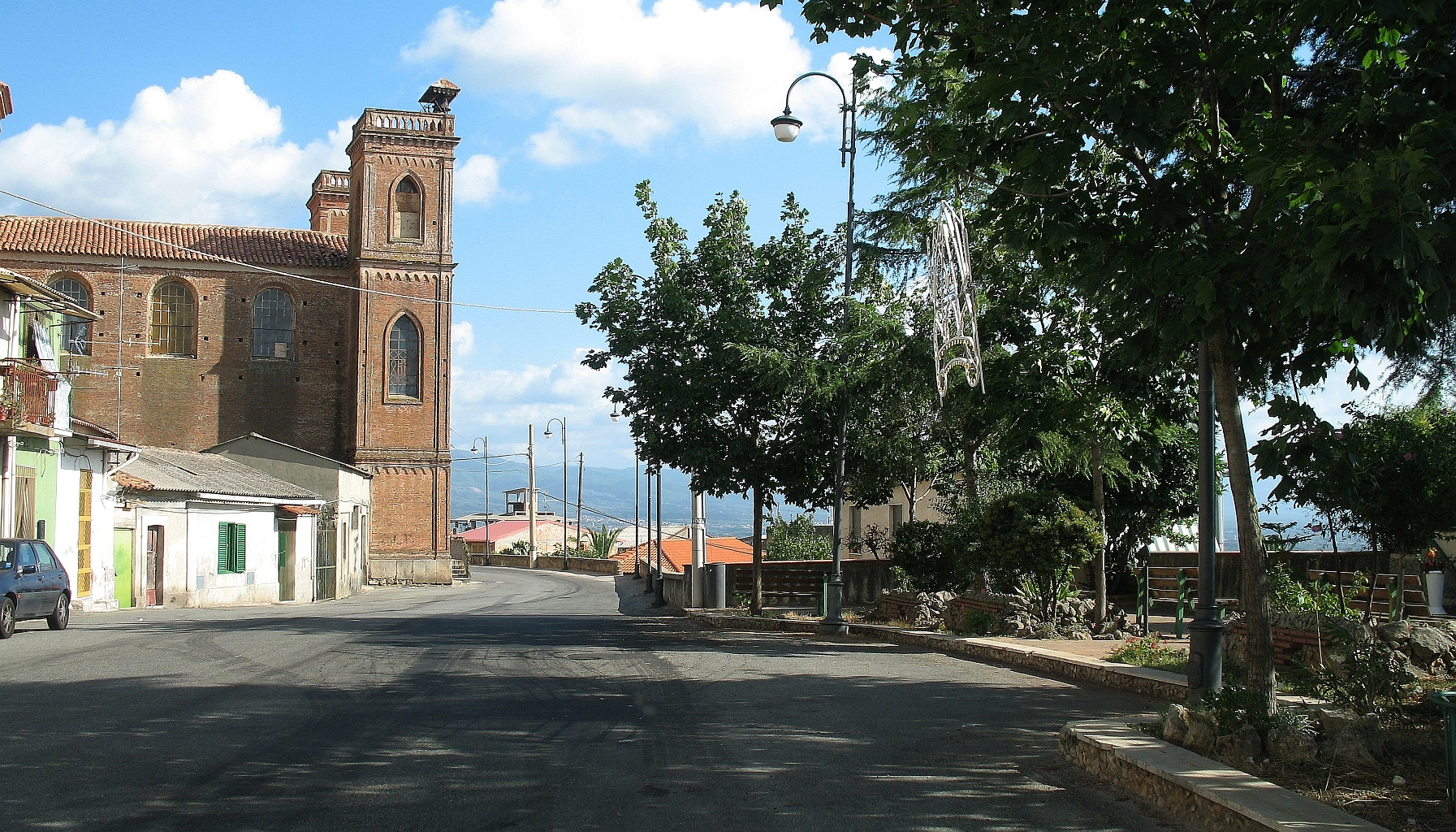
Rue Belvedere – S.Antonio Kirken

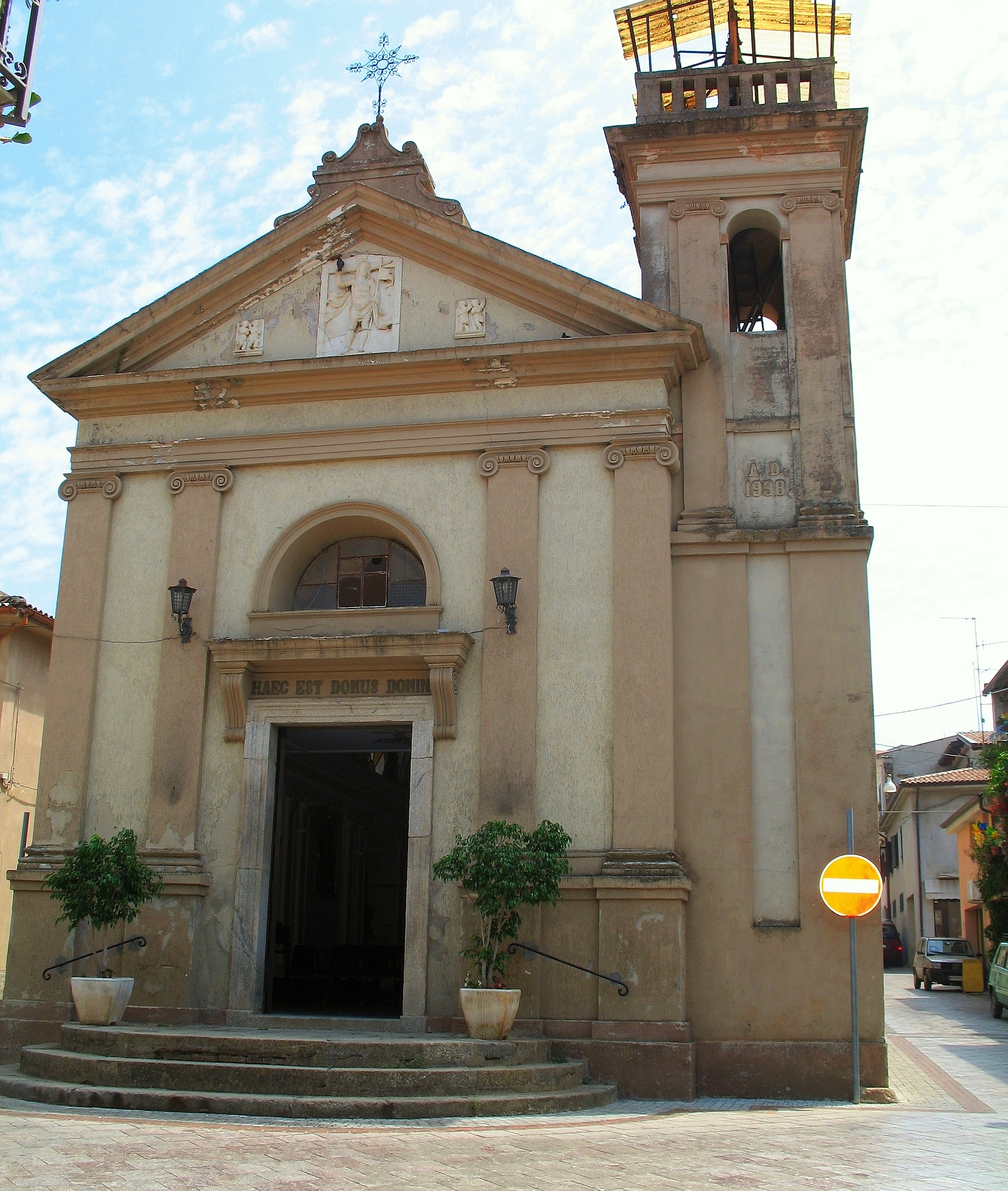
S. Peter Church
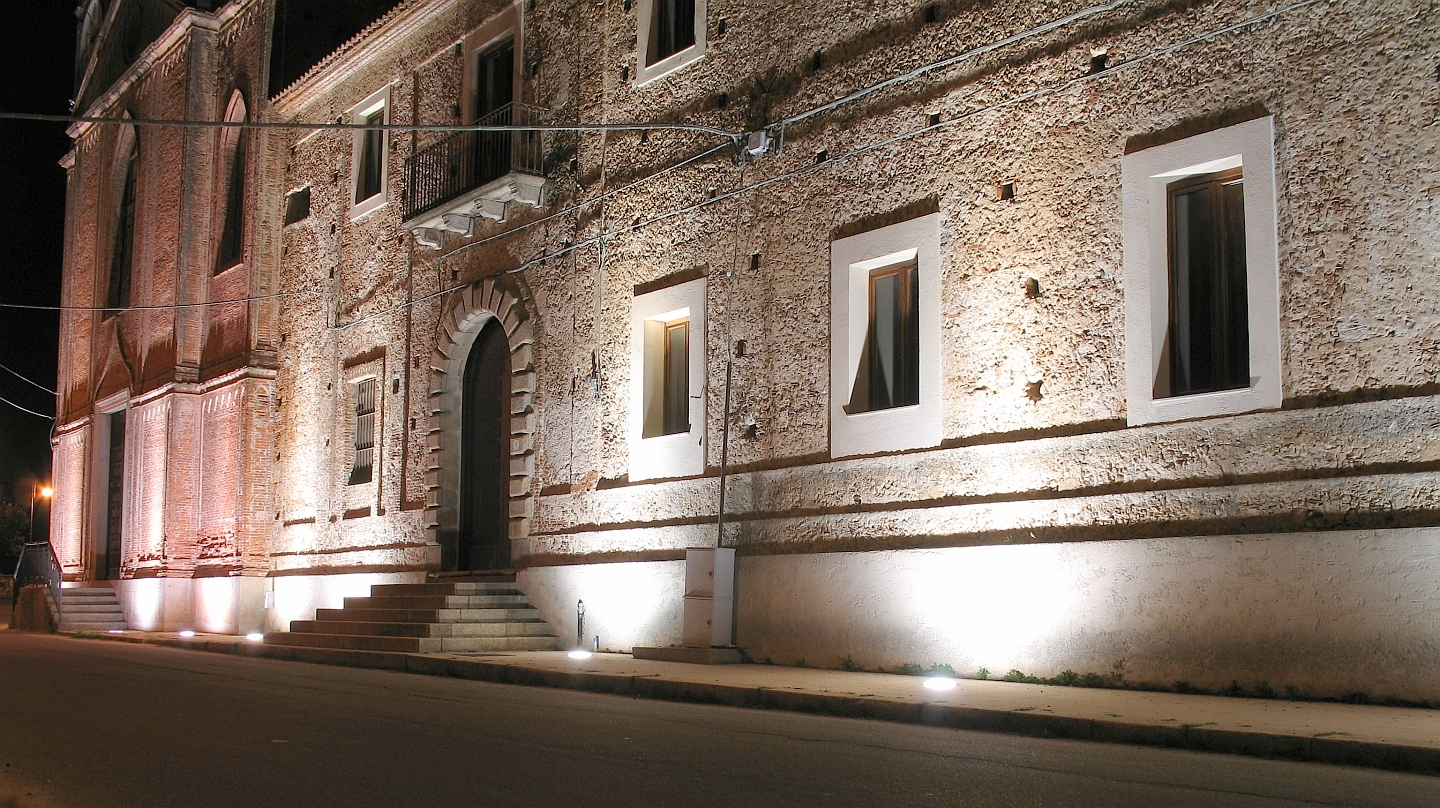
Ex Convento "Lauro"

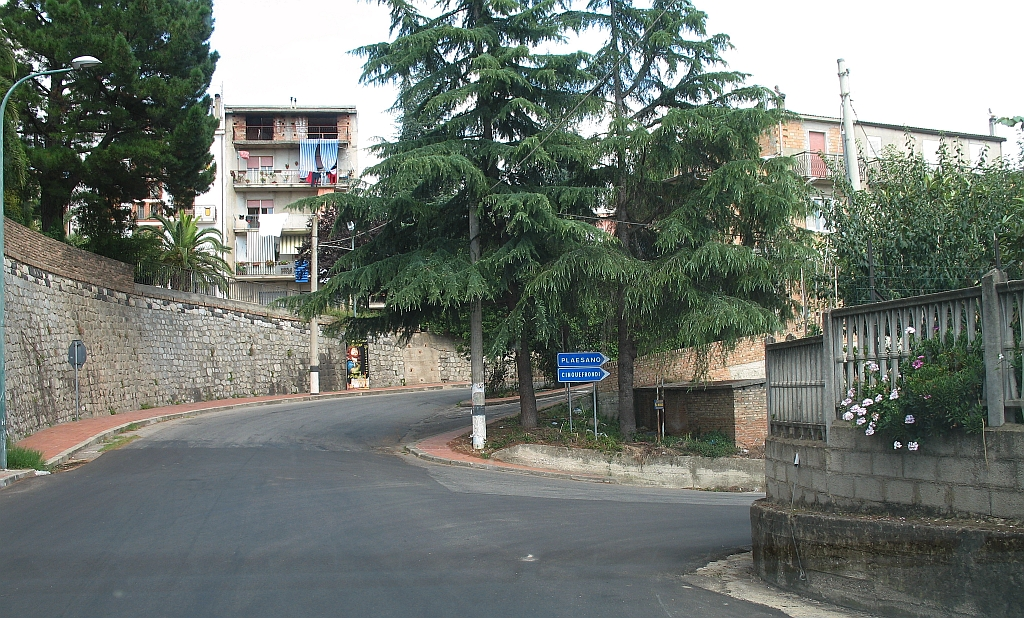
Via Napoli,continuando dritto si entra a Stelletanone
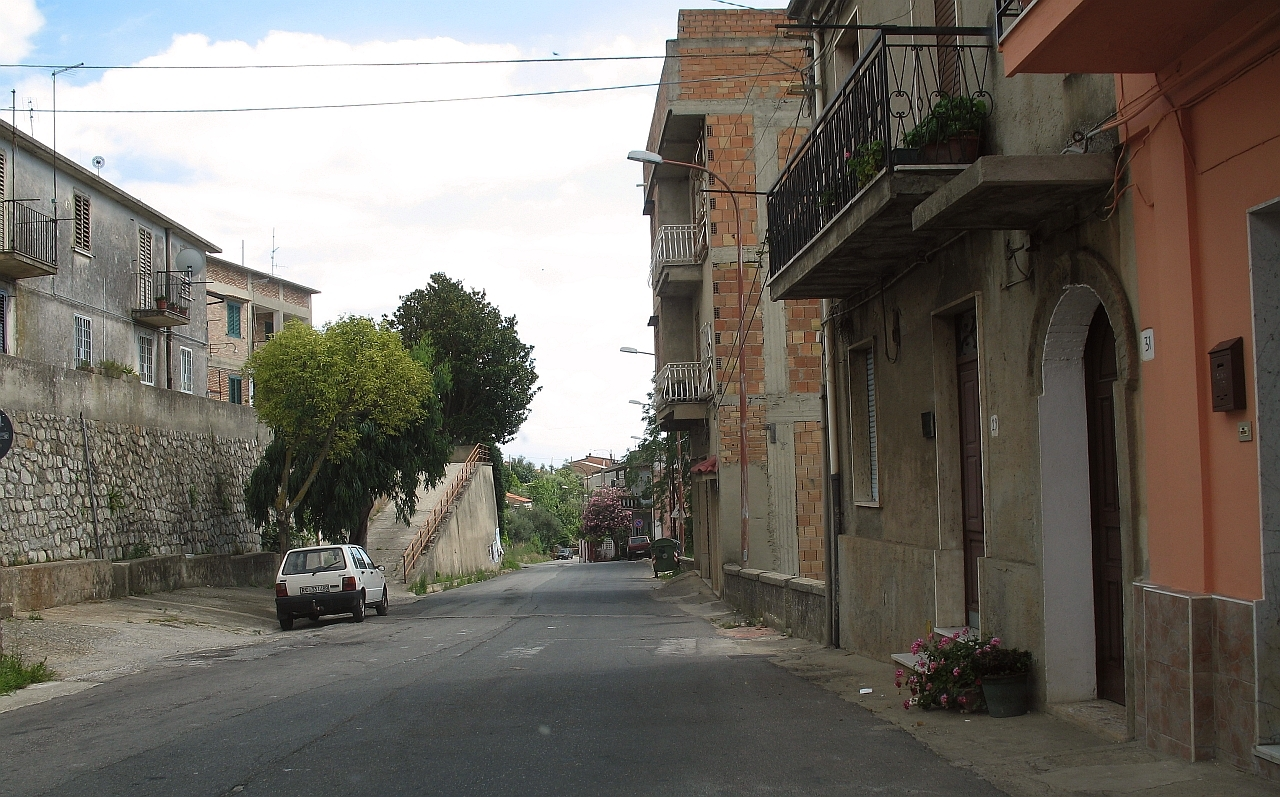
Bellantone Via S.Anna